# 曹叔振鐸
曹叔振鐸（？—？），姬姓，名振鐸，周文王之子，周武王的同母弟。
武王克商后，封叔振鐸于曹国，建都陶丘（现山东省定陶县西南）。传位二十六代，共558年。前487年，曹国为宋国所灭，后世子孙遂以曹为姓。